# Resistenza meccanica

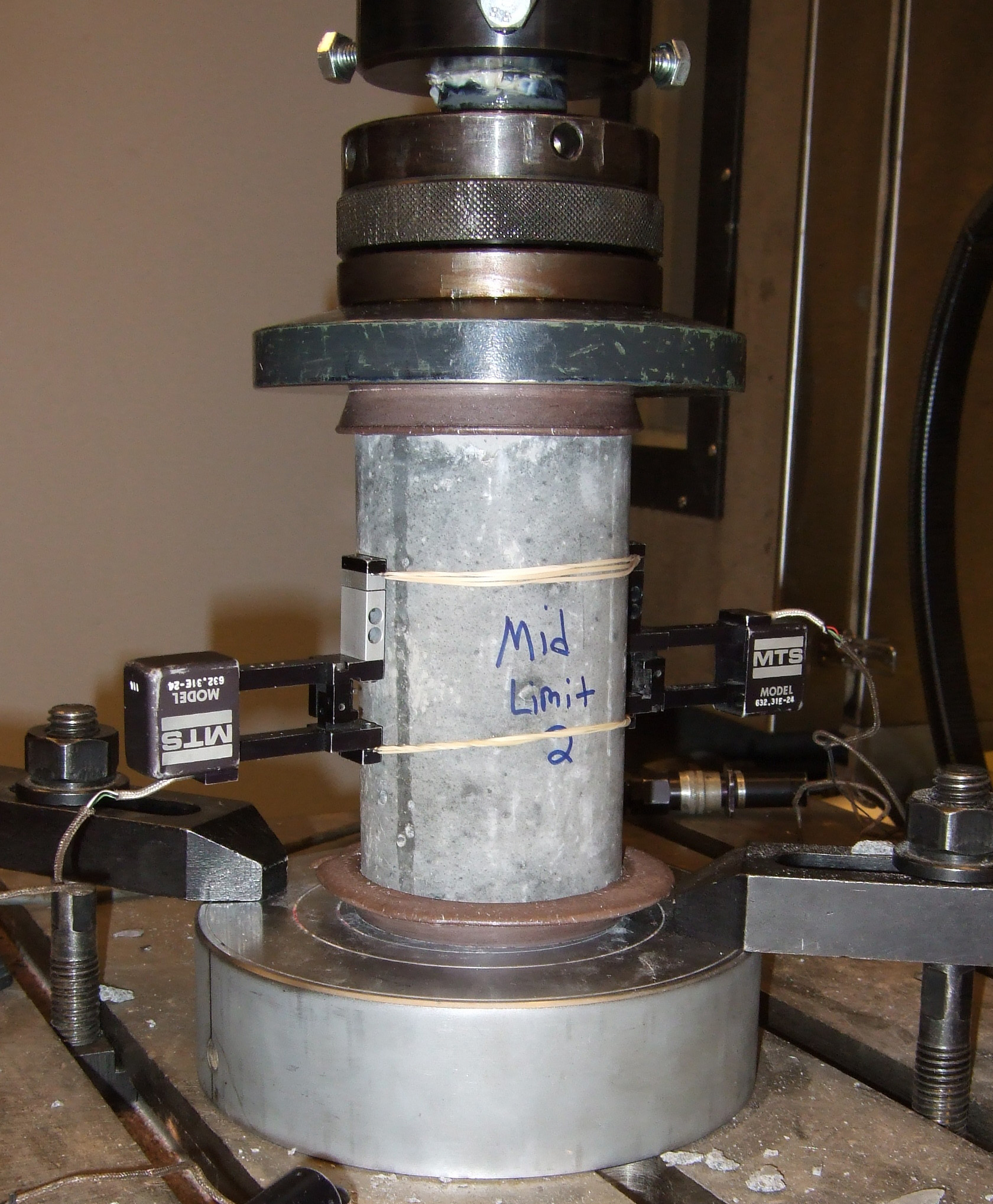
Prova di compressione monoassiale su un provino di calcestruzzo cilindrico.

In scienza dei materiali, la resistenza meccanica (o tensione di rottura) è una proprietà meccanica che indica il massimo sforzo che un generico materiale è in grado di sopportare prima che sopraggiunga la sua rottura; tale resistenza meccanica ai vari tipi di sollecitazione (esterna o interna) può essere misurata con prove specifiche di compressione, trazione, flessione, taglio e torsione su un provino, che permettono di caratterizzare rispettivamente di resistenza a compressione, resistenza a trazione, ecc.; essa dipende da innumerevoli fattori quali:
- qualità dei materiali;
- condizione di fabbricazione e conservazione;
- stato di tensione (monoassiale, biassiale, triassiale);
- rapidità di applicazione, durata ed eventuale ripetizione del carico;
- condizioni atmosferico-climatiche.

## Descrizione

### I materiali edili
I materiali ricorrenti nell'ingegneria civile sono di tre specie:
- duttili come l'acciaio o la ghisa sferoidale;
- fragili come il calcestruzzo, la ghisa grigia, le pietre e i laterizi;
- plastici come l'argilla, le marne e il suolo in genere.

Di norma i materiali duttili vengono provati a trazione; i fragili alla compressione; i plastici a taglio.
I materiali plastici sono largamente studiati per esempio in geotecnica.

### Prove di resistenza
La resistenza dei materiali duttili si può calcolare con due metodi:
- prova di trazione:  è una prova distruttiva. Si sottopone un provino di dimensioni definite ad una forza unidirezionale, a velocità uniforme si applica il carico che farà allungare il provino nella direzione della forza generalmente fino alla rottura. Dal rilevamento dei valori di carico e di allungamento si ottiene un diagramma dal quale si determinano il carico unitario di snervamento, il carico unitario di rottura e l'allungamento percentuale.
- prove di durezza: le tipologie principali di prove sono Vickers, Rockwell e Brinell. È una prova che misura la resistenza che la superficie di un dato materiale oppone alla scalfitura che si ottiene utilizzando dei penetratori in uno dei materiali della scala di Mohs. Attraverso la misurazione delle caratteristiche dell'impronta si definisce il valore di durezza del materiale, tale valore può essere messo in relazione al suo carico di rottura qualora il materiale sia omogeneo sia in superficie sia al suo interno.